# La Roche-Rigault
Pour les articles homonymes, voir La Roche et Rigault.
La Roche-Rigault est une commune du Centre-Ouest de la France, située au sud-est de Loudun, dans le département de la Vienne en région Nouvelle-Aquitaine.

## Géographie

### Climat
Pour des articles plus généraux, voir Climat de la Nouvelle-Aquitaine et Climat de la Vienne.
Historiquement, la commune est exposée à un climat océanique du nord-ouest.  
En 2020, Météo-France publie une typologie des climats de la France métropolitaine dans laquelle la commune est exposée à un climat océanique altéré et est dans la région climatique  Moyenne vallée de la Loire, caractérisée par une bonne insolation (1 850 h/an) et un été peu pluvieux.
Pour la période 1971-2000, la température annuelle moyenne est de 11,5 °C, avec une amplitude thermique annuelle de 14,8 °C. Le cumul annuel moyen de précipitations est de 649 mm, avec 10,8 jours de précipitations en janvier et 6,6 jours en juillet. Pour la période 1991-2020, la température moyenne annuelle observée sur la station météorologique la plus proche, située sur la commune de Loudun à 8 km à vol d'oiseau, est de 12,4 °C et le cumul annuel moyen de précipitations est de 631,5 mm,. Pour l'avenir, les paramètres climatiques de la commune estimés pour 2050 selon différents scénarios d’émission de gaz à effet de serre sont consultables sur un site dédié publié par Météo-France en novembre 2022.

### Communes limitrophes
| Loudun   | Messemé          | Ceaux-en-Loudun |
| Chalais  | La Roche-Rigault | Maulay          |
| Angliers | Guesnes          |                 |

## Urbanisme

### Typologie
Au 1er janvier 2024, La Roche-Rigault est catégorisée commune rurale à habitat dispersé, selon la nouvelle grille communale de densité à sept niveaux définie par l'Insee en 2022.
Elle est située hors unité urbaine. Par ailleurs la commune fait partie de l'aire d'attraction de Loudun, dont elle est une commune de la couronne,. Cette aire, qui regroupe 25 communes, est catégorisée dans les aires de moins de 50 000 habitants,.

### Occupation des sols
L'occupation des sols de la commune, telle qu'elle ressort de la base de données européenne d’occupation biophysique des sols Corine Land Cover (CLC), est marquée par l'importance des territoires agricoles (73,7 % en 2018), une proportion identique à celle de 1990 (73,7 %). La répartition détaillée en 2018 est la suivante : 
terres arables (56,3 %), forêts (23,2 %), zones agricoles hétérogènes (17,5 %), zones urbanisées (3 %). L'évolution de l’occupation des sols de la commune et de ses infrastructures peut être observée sur les différentes représentations cartographiques du territoire : la carte de Cassini (XVIIIe siècle), la carte d'état-major (1820-1866) et les cartes ou photos aériennes de l'IGN pour la période actuelle (1950 à aujourd'hui).

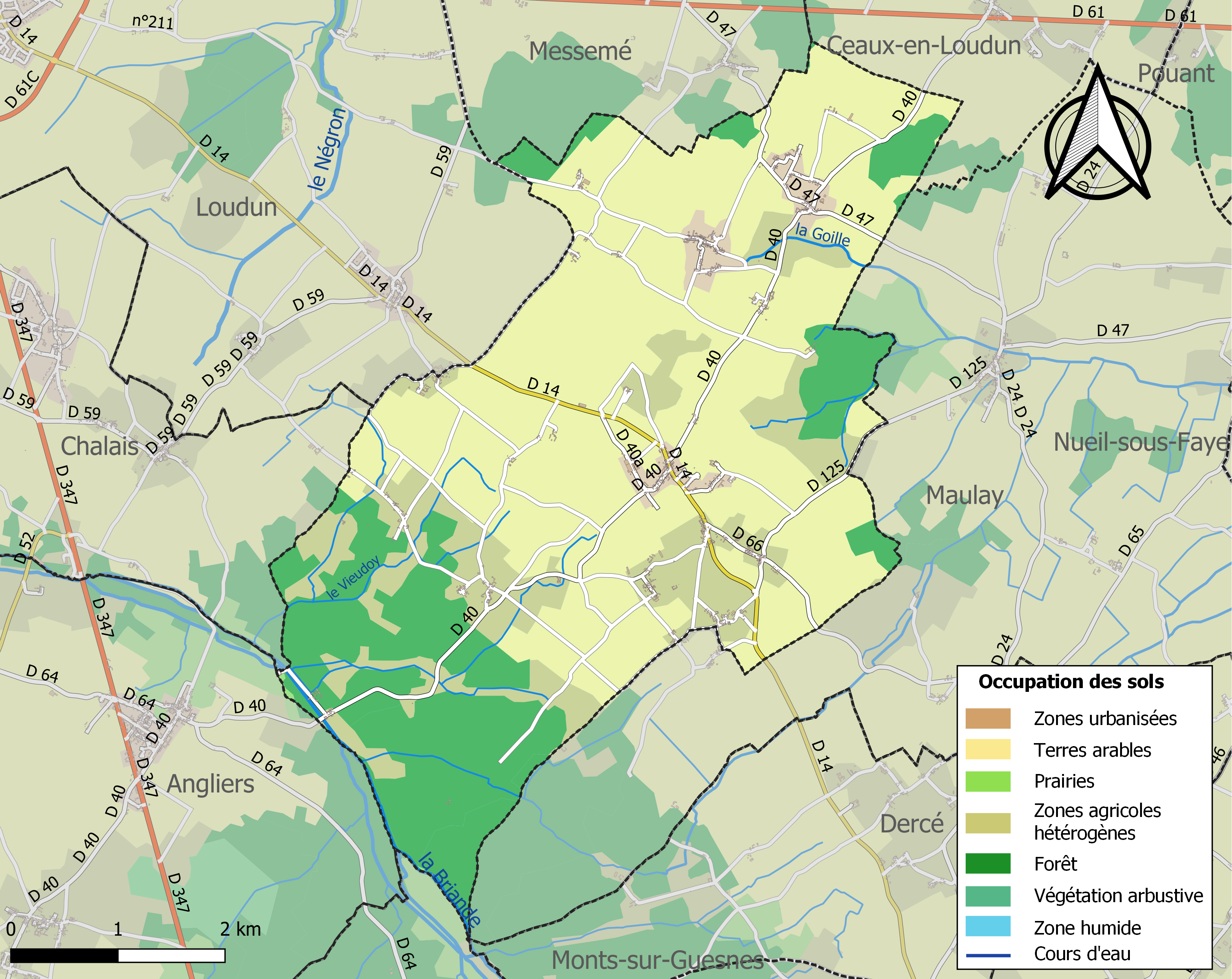
Carte des infrastructures et de l'occupation des sols de la commune en 2018 (CLC).

### Risques majeurs
Le territoire de la commune de La Roche-Rigault est vulnérable à différents aléas naturels : météorologiques (tempête, orage, neige, grand froid, canicule ou sécheresse), mouvements de terrains et séisme (sismicité modérée). Il est également exposé à un risque technologique, le transport de matières dangereuses. Un site publié par le BRGM permet d'évaluer simplement et rapidement les risques d'un bien localisé soit par son adresse soit par le numéro de sa parcelle.

#### Risques naturels

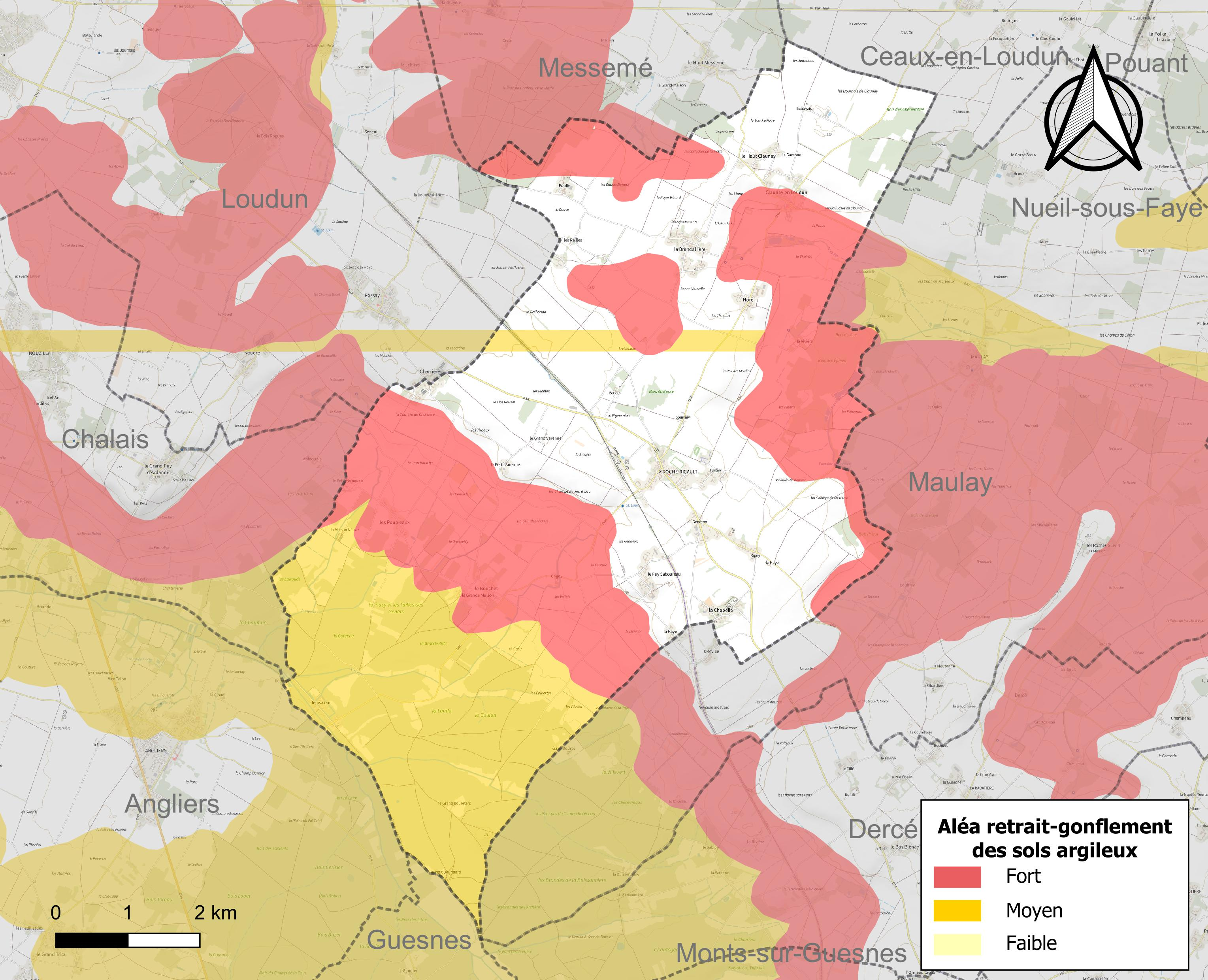
Carte des zones d'aléa retrait-gonflement des sols argileux de La Roche-Rigault.

Les mouvements de terrains susceptibles de se produire sur la commune sont des tassements différentiels. Le retrait-gonflement des sols argileux est susceptible d'engendrer des dommages importants aux bâtiments en cas d’alternance de périodes de sécheresse et de pluie. 57 % de la superficie communale est en aléa moyen ou fort (79,5 % au niveau départemental et 48,5 % au niveau national). Depuis le 1er octobre 2020, en application de la loi ÉLAN, différentes contraintes s'imposent aux vendeurs, maîtres d'ouvrages ou constructeurs de biens situés dans une zone classée en aléa moyen ou fort,.
La commune a été reconnue en état de catastrophe naturelle au titre des dommages causés par les inondations et coulées de boue survenues en 1982, 1999, 2000, 2010 et 2013, par la sécheresse en 2017 et par des mouvements de terrain en 1999 et 2010.

## Histoire
Au début de la Seconde Guerre mondiale, la Vienne accueille 40 000 réfugiés de Moselle, qui sont logés souvent chez l’habitant et répartis dans toutes les communes du Loudunais. Ceux-ci s’intègrent, au point que l’équipe de football du hameau de La Roche-Rigault qui est championne départementale en 1941-1942 compte un seul Viennois dans ses rangs, pour dix réfugiés mosellans et alsaciens.
L'équipe a été fondée par Amédée Criton, qui était son entraineur. Ces Mosellans et Amédée Criton ont participé à la Résistance au sein du maquis de Scévolles.
Le 1er avril 1972, la commune du Bouchet est rattachée par fusion-association à la commune de Claunay-en-Loudun qui devient La Roche-Rigault.
Le 1er mars 1978, Le Bouchet, devenue simple village ou hameau, est définitivement rattachée par fusion simple à la nouvelle commune de La Roche-Rigault.

## Politique et administration

### Liste des maires
| Période   | Période | Identité      | Étiquette | Qualité |
| --------- | ------- | ------------- | --------- | ------- |
|           |         |               |           |         |
| mars 2001 | [ 20 ]  | James Garault |           |         |

### Instances judiciaires et administratives
La commune relève du tribunal d'instance de Poitiers, du tribunal de grande instance de Poitiers, de la cour d'appel de Poitiers, du tribunal pour enfants de Poitiers, du conseil de prud'hommes de Poitiers, du tribunal de commerce de Poitiers, du tribunal administratif de Poitiers et de la cour administrative d'appel de Bordeaux, du tribunal des pensions de Poitiers, du tribunal des affaires de la Sécurité sociale de la Vienne, de la cour d’assises de la Vienne.

## Démographie
L'évolution du nombre d'habitants est connue à travers les recensements de la population effectués dans la commune depuis 1793. Pour les communes de moins de 10 000 habitants, une enquête de recensement portant sur toute la population est réalisée tous les cinq ans, les populations de référence des années intermédiaires étant quant à elles estimées par interpolation ou extrapolation. Pour la commune, le premier recensement exhaustif entrant dans le cadre du nouveau dispositif a été réalisé en 2007.

En 2022, la commune comptait 562 habitants, en évolution de +2,37 % par rapport à 2016 (Vienne : +0,6 %, France hors Mayotte : +2,11 %).
| 1793 | 1800 | 1806 | 1821 | 1831 | 1836 | 1841 | 1846 | 1851 |
| ---- | ---- | ---- | ---- | ---- | ---- | ---- | ---- | ---- |
| 529  | 569  | 543  | 479  | 567  | 528  | 486  | 551  | 558  |

| 1856 | 1861 | 1866 | 1872 | 1876 | 1881 | 1886 | 1891 | 1896 |
| ---- | ---- | ---- | ---- | ---- | ---- | ---- | ---- | ---- |
| 560  | 524  | 514  | 490  | 490  | 504  | 494  | 503  | 496  |

| 1901 | 1906 | 1911 | 1921 | 1926 | 1931 | 1936 | 1946 | 1954 |
| ---- | ---- | ---- | ---- | ---- | ---- | ---- | ---- | ---- |
| 480  | 533  | 541  | 523  | 501  | 502  | 524  | 509  | 493  |

| 1962 | 1968 | 1975 | 1982 | 1990 | 1999 | 2006 | 2007 | 2012 |
| ---- | ---- | ---- | ---- | ---- | ---- | ---- | ---- | ---- |
| 431  | 438  | 581  | 578  | 557  | 506  | 535  | 536  | 538  |

| 2017 | 2022 | - | - | - | - | - | - | - |
| ---- | ---- | - | - | - | - | - | - | - |
| 556  | 562  | - | - | - | - | - | - | - |

En 2008, selon l’Insee, la densité de population de la commune était de 21 hab./km2 contre 61 hab./km2 pour le département, 68 hab./km2 pour la région Poitou-Charentes et 115 hab./km2 pour la France.

## Culture locale et patrimoine

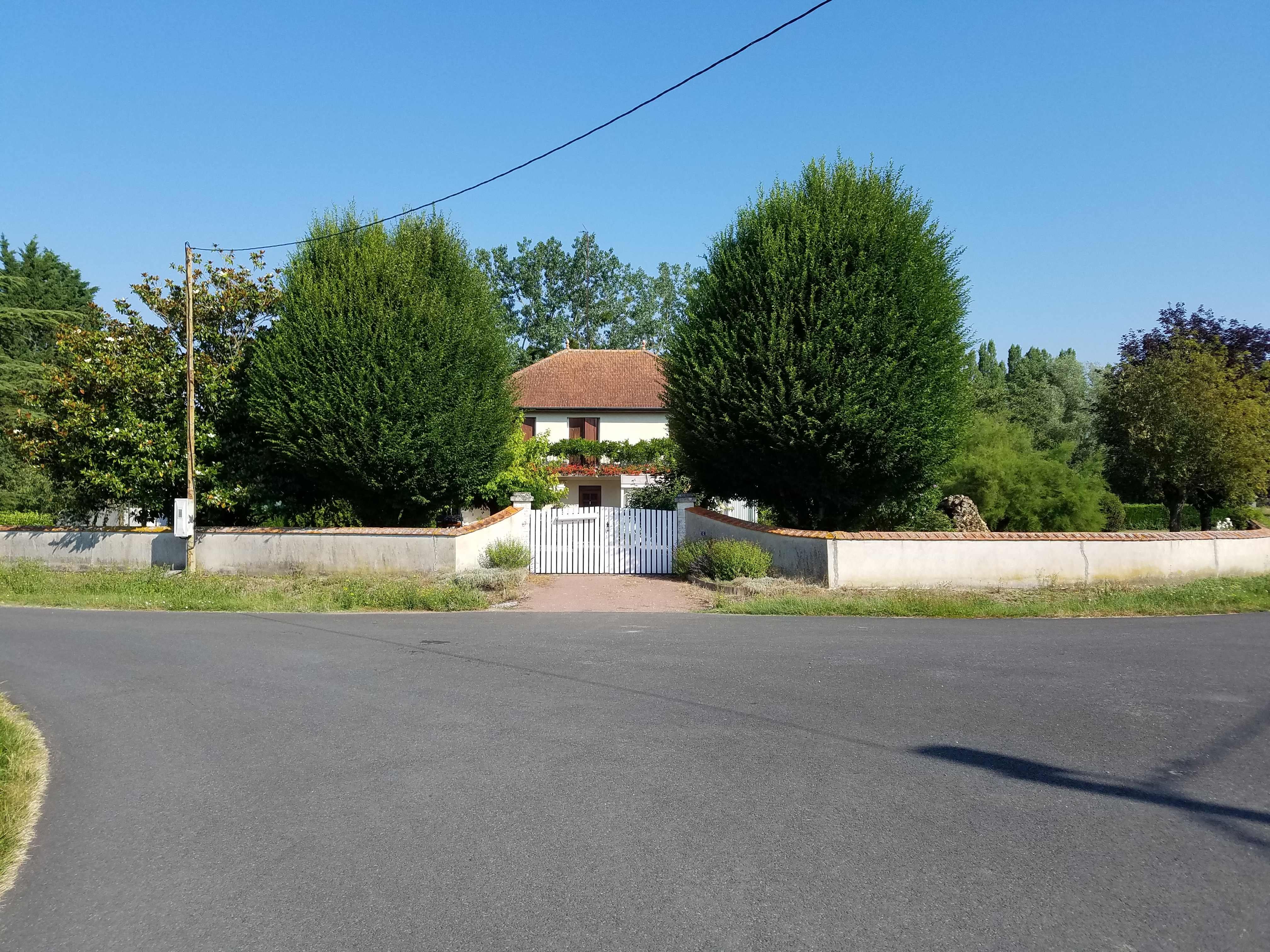
Maison au lieu-dit le Bouchet à La Roche-Rigault en 2018.

### Lieux et monuments

#### Château de la Chapelle Bellouin
Le château se compose d'un long corps de logis dont la façade antérieure est rythmée par de larges fenêtres à meneaux encadrées de pilastres à chapiteaux corinthiens. La partie centrale abrite un escalier en œuvre à volée droite.
Vers 1500-1530, l'ancien châtelet est remanié. De part et d'autre des portes surmontées de rainures du double pont-levis, sont percées, sur deux niveaux, de larges fenêtres à meneaux. Le passage d'entrée est embelli d'une voûte à caisson.
Aujourd'hui privé, le château est en cours de rénovation. Il est inscrit comme monument historique depuis 1932.

#### Pierre levée de Maisonneuve
Ce dolmen néolithique est situé au lieu-dit le Bouchet. Il est visible aux abords de la forêt de Scévole. Le dolmen n'est que partiellement conservé.
En effet, avec le développement de l'agriculture intensive, et surtout à partir de 1955, date du début du remembrement, nombre de dolmens ont été démantelés.
À l'origine, ce dolmen était recouvert de pierres et de terre pour former une butte artificielle appelée tumulus. Une entrée permettait d'y accéder pour y placer les morts. Érodée par le temps et la pluie, la butte s'est dégradée et seules les plus grosses pierres sont restées. Les tumulus de Bougon dans le département voisin des Deux-Sèvres permettent de se donner une idée de ce que devait être ces sites à la Préhistoire
Le dolmen de Maisonneuve est orienté nord-sud mais son entrée n'est pas localisée.
Les alentours du dolmen ont livré quelques silex taillés, dont un provenant de Pressigny, des fragments de lames et des nuclei, ainsi qu'une remarquable flèche en forme de poire allongée.
La Pierre Levée de Maisonneuve est classée comme Monument Historique depuis 1956.

#### Autres monuments
- L'église Saint-Germain de Claunay, classée comme Monument Historique depuis 1926 pour son abside et son clocher[25].
- L'église Saint-Pierre du Bouchet, inscrite comme Monument Historique depuis 1925[26].

#### La forêt de Scévolles
Dans le nord-ouest du département, entre Châtellerault et Loudun, la forêt de Scévolles forme un massif boisé de près de 5 000 hectares à l’interface entre les paysages d’openfield céréalier de la plaine de Neuville à Thouars, au sud-ouest et la région du tuffeau au nord-est.
La forêt de Scévolles est une zone d’intérêt écologique, faunistique et floristique. Son nom évoque le grand poète français du XVIe siècle, Scévole de Sainte-Marthe, issu d'une illustre famille loudunaise. Il fut l'ami intime de Ronsard, fut reçu avec Renaudot et bien d'autres dans son salon littéraire à Loudun.
La forêt occupe une importante dépression sur sables cénomaniens intercalés de strates argileuses surmontées de sols sableux, acides et hydromorphes qui peuvent être localement imprégnés de remontées carbonatées issues du ruissellement sur les couches de calcaires turoniens bordant la dépression.
Ce contexte particulier explique le caractère ambigu de la végétation, qui mêle de façon originale des plantes calcicoles et calcifuges, xérophiles et hygrophiles. La forêt est ainsi une chênaie mixte dominée par le chêne pédonculé, mêlé d’essences variées s’accommodant bien des sols sableux - châtaigniers, trembles, bouleaux, robiniers, ormes - alors que des secteurs marécageux, comme le marais de la Fondoire, ajoutent à la diversité écologique de l’ensemble. Malgré des évolutions naturelles comme l'embroussaillement de milieux sableux ouverts ou la réalisation par l'homme d’une base de loisirs,ou des peuplements forestiers par l’introduction d’essences exotiques, la forêt de Scévolles a conservé jusqu’à nos jours une part de son intérêt biologique qui en faisait, dès le XIXe siècle, un site très prisé des botanistes, notamment.
Bien que de nombreuses plantes rares et précieuses signalées aux siècles précédents aient disparu, la forêt abrite encore une flore originale, souvent liée aux sables calcaires, un type de substrat rarement rencontré ailleurs dans la région : le peucédan des montagnes trouve ainsi ici une de ses trois stations de la région du Poitou-Charentes, de même que l’armérie des sables, inconnue ailleurs que sur quelques dunes de la Charente-Maritime, alors que les dépressions humides constituent le biotope de plusieurs plantes rares de bas-marais alcalins, telles que la laîche de Maire ou l’epipactis des marais.
La faune comprend également plusieurs espèces remarquables : des oiseaux rares ou menacés tels que :
- Bondrée apivore.
- Bouvreuil pivoine.
- Busard Saint-Martin, un élégant rapace gris pâle des landes et des forêts ouvertes.
- Engoulevent d’Europe.
- Faucon hobereau.
- Mésange huppée.
- Moineau friquet.

Dans la forêt, on trouve aussi des amphibiens menacés en Europe comme le triton crêté, le crapaud calamite, la rainette verte.
De nombreux animaux y trouvent refuge : cerfs, chevreuils, sangliers, renards, blaireaux, fouines, martres etc., ainsi que des mammifères plus rares, notamment des chauves-souris :
- Barbastelle d’Europe.
- Grand rhinolophe.
- Murin à moustaches.
- Murin de Daubenton.
- Pipistrelle de Kuhl.